# Christian August Friedrich Peters
Christian August Friedrich Peters (Hamburgo, 7 de septiembre de 1806 - Kiel, 8 de mayo de 1880) fue un astrónomo alemán. Fue además el padre del también astrónomo Carl Friedrich Wilhelm Peters.

## Semblanza
Desde 1826 fue el ayudante de Heinrich Christian Schumacher en el Observatorio de Altona. Luego fue ayudante en el Observatorio de Hamburgo en 1834 y en 1839 se unió a la plantilla del Observatorio de Púlkovo. En 1849 se convirtió en profesor de astronomía en  Königsberg y pronto sucedió a Friedrich Wilhelm Bessel como directo del observatorio de la ciudad. En 1854 fue elegido director del Observatorio de Altona y continuó con la publicación del Astronomische Nachrichten.  En 1872 el observatorio se trasladó a Kiel, a donde se mudó él, continuando en el puesto.
Ganó la Medalla de oro de la Real Sociedad Astronómica en 1852.

## Publicaciones
- Numerus constans nutationis ex ascensionibus rectis stellae polaris in specula Dorpatensi annis 1822 ad 1838 observatis deductus. (1842)
- Resultate aus Beobachtungen des Polarsterns am Ertelschen Vertikalkreise. 1842
- Recherches sur la parallaxe des étoiles fixes. (1847)
- Über die eigene Bewegung des Sirius. Diese Schrift führte zur Entdeckung des Sirius-Begleiters. Astronomische Nachrichten, 32, (1851), 1-58.
- Über die Bestimmung des wahrscheinlichen Fehlers einer Beobachtung aus den Abweichungen der Beobachtungen von ihrem arithmetischen Mittel, Astronomische Nachrichten, 44, (1856). 29-32.

(Los artículos de Peters publicados en Astronomische Nachrichten están todos disponibles en línea.)

## Eponimia
- El cráter lunar Peters lleva este nombre en su memoria.[1]